# Lebeckia grandiflora
Lebeckia grandiflora är en ärtväxtart som beskrevs av George Bentham. Lebeckia grandiflora ingår i släktet Lebeckia och familjen ärtväxter. Inga underarter finns listade i Catalogue of Life.

## Bildgalleri